# Kantoorsoftwarepakket

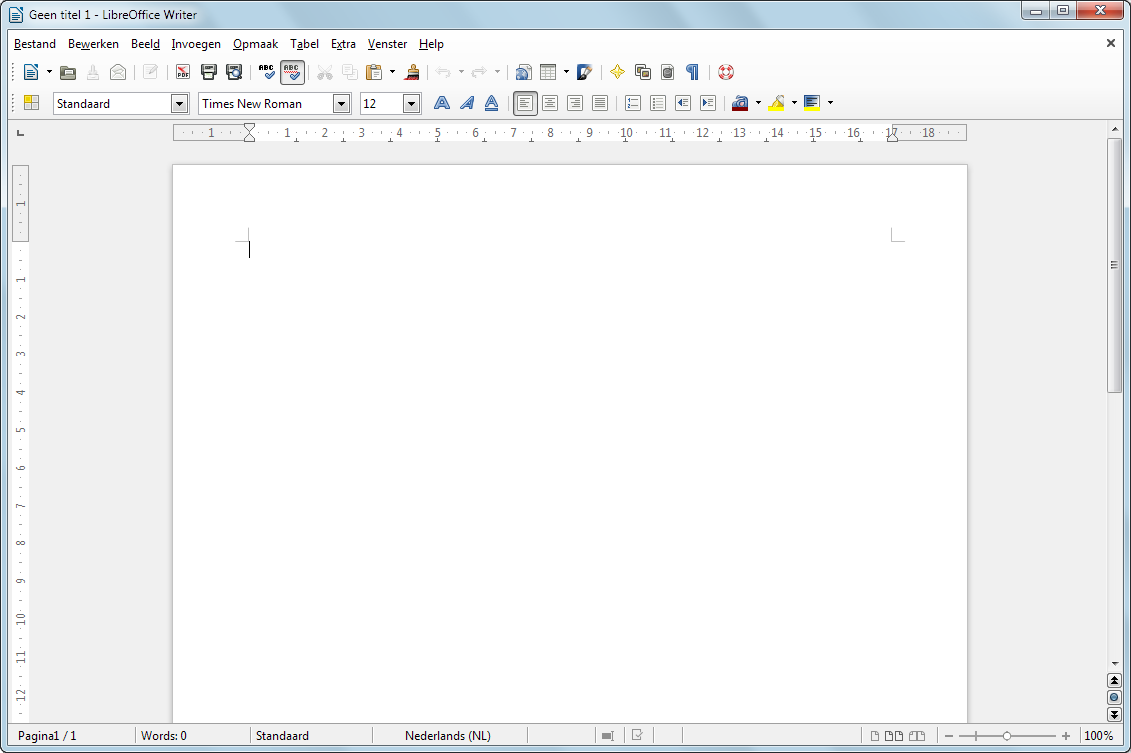
LibreOffice Writer

Een kantoorsoftwarepakket (ook wel office-pakket of office suite genoemd) is een verzameling software, een software suite, die helpt bij de kerntaken van een kantooromgeving, zoals het lezen en schrijven van e-mail en documenten, en het maken van berekeningen.
Voorbeelden van betaalde kantoorsoftwarepakketten zijn Corel Wordperfect Suite, Microsoft Office en Oracle Open Office (voorheen StarOffice). Een ouder pakket is Microsoft Works.
Apache OpenOffice, LibreOffice, IBM Lotus Symphony, SSuite Office, en KOffice zijn vrije software.

## Onderdelen van een kantoorsoftwarepakket
Onderdelen die vaak zijn te vinden in kantoorsoftwarepakketten zijn:
- Tekstverwerker
- Spreadsheet
- Presentatiesoftware
- Notitiesoftware
- Graphics suite
- Formulesoftware
- Databasemodelleringsoftware
- Communicatiesoftware
- Programmatuur voor projectplanning
- Desktoppublishing
- Uitvoer in PDF-formaat
- E-mailclient
- Personal information manager
- HTML-editor
- Groupware
- Web log analysis-software